# Megalobulimus lopesi
Megalobulimus lopesi је пуж из реда Stylommatophora и фамилије Strophocheilidae. 

## Угроженост
Ова врста се сматра угроженом.

## Распрострањење
Бразил је једино познато природно станиште врсте.

## Станиште
Врста Megalobulimus lopesi има станиште на копну.